# 广东民站
广东民地铁站（代號CC31）是新加坡地铁环线上的未来地铁站，位于新加坡本岛红山规划区。 
它将坐落于丹戎巴葛火车站舊址附近。該站是环线第6阶段的一部分，预定于2025年完工。

## 历史
广东民站在2015年10月29日被宣布成爲环线第6阶段的一部分的地鐵站。 它的名称得于附近的广东民路上。
广东民站将建在舊日的丹戎巴葛火车站附近，其设计灵感来自于旧火车站。
当局表明丹戎巴葛火车站在本次工程将不会受到影响。 然而，部分的原铁路站的平台将需要移除以興建設于地下的广东民站。
当局考慮了几个选项，其中包括拆除旧有的月台，然后重建，或者興建旧的月台的仿製品。